# Herklotsichthys gotoi
Herklotsichthys gotoi és una espècie de peix pertanyent a la família dels clupeids.

## Descripció
- Pot arribar a fer 9 cm de llargària màxima (normalment, en fa 8).
- 13-21 radis tous a l'aleta dorsal i 12-23 a l'anal.[5][6]

## Hàbitat
És un peix d'aigua dolça, salabrosa i marina; pelàgic-nerític; anàdrom i de clima tropical (4°S-19°S, 135°E-149°E) que viu entre 0-50 m de fondària.

## Distribució geogràfica
Es troba al Pacífic occidental central: Nova Guinea (el riu Mimika) i el nord d'Austràlia (el golf de Carpentària).

## Observacions
És inofensiu per als humans.